# راينلند بالاتينات
رَايِنْلَند بالاتينات أو رَايِنْلَند بَلَاتِنَة (بالألمانية: Rheinland-Pfalz) وتُنطق رَايِنْلَند بفَالتس، هي إحدى ولايات ألمانيا الستة عشر وعاصمتها مدينة ماينتس، التي اشتهرت بكونها مدينة غوتنبيرغ، مخترع الطباعة.

## الجغرافيا
تقع راينلند بالاتينات في غرب ألمانيا. يحد الولاية كل من فرنسا، بلجيكا، اللوكسمبورغ والولايات شمال الراين-فيستفالن، سارلاند، هسن وبادن-فورتمبيرغ.
تمر في الولاية أنهار رَيْن، موزل، سار ولان، والتي تستخدم للملاحة النهرية. في الشمال الغربي تمتد جبال إيفيل. أيضاً في الجنوب تقع سلسلة جبال هونزروك. الهضاب الجنوبية بالولاية تسمى غابات البفالز.

## التقسيم السياسي وأهم المدن
تقسم الولاية إلى 24 دائرة قروية و 12 دائرة مدنية.
ماينس هي أكبر مدينة بالولاية، عدد سكانها يزاهي ال 185 الف نسمة (2002).
أهم المدن الأخرى: كوبلنتس، كايزرسلاوترن، ترير ولودفغسهافن.

## الاقتصاد والبنية التحتية

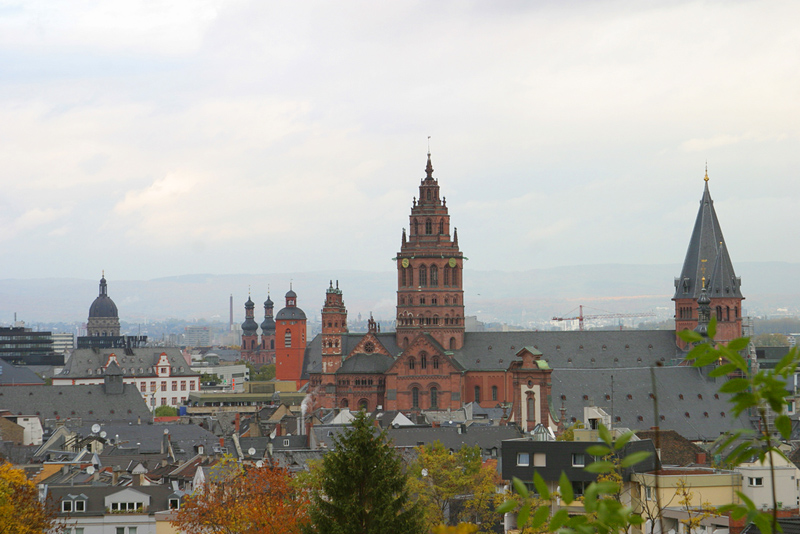
مدينة ماينز القديمة

اقتصاد الولاية يعتمد بالأساس على الزراعة. حيث تشغل 37% من أراضيها. وتشتهر راينلند بالاتينات بإنتاج العنب، حيث تساهم بحوالي 65% من إنتاج ألمانيا منه. شركة باسف (BASF) للكيماويات تتخذ من لودفغسهافن مقراً لها. أيضاً يوجد مصانع لشركة السيارات أوبل في كايزرسلاوترن.
البنية التحتية في الولاية هي أقل من مثيلاتها في غرب ألمانيا. جزء كبير من سكان راينلند بالاتينات وخاصة العاصمة ماينتس يستخدمون مطار فرانكفورت الدولي الواقع في ولاية هسن للسفر لقربه عليهم.

## التعليم والثقافة
يوجد في الولاية 6 جامعات و 13 معهد تطبيقي ومعهد واحد للإدارة. أهم الجامعات: يوهانس غوتنبيرغ بماينتس، كايزرسلاوترن التقنية، ترير وكوبلنس-لينداو.
في بداية شهر فبراير/شباط من كل سنة تقام في مدينة ماينتس المهرجانات التنكرية الشهيرة.
أحد سباقات الجائزة الكبرى للسيارات، فورمولا 1 تقام على حلبة نوربورغرينغ بالولاية. أشهر الأندية الكروية: إف سي كايزرسلاوترن وإف سي فاو ماينتس.

## مواقع إلكترونية
(بالألمانية)
```
موقع راينلند بالاتينات الرسمي
```

## اقرا أيضا
- رايشسبورج كوخم

## أعلام
- الأميرة آنا من السويد
- ماريون دونهوف
- بول والوت
- باتريس ديبريه
- سكوت إلرود